# Sami Uusitalo
Sami "Tundra" Uusitalo (født 1977) er en bassist bedst kendt fra folk/viking metal bandet Finntroll og funeral doom bandet Shape of Despair. Han spiller også i folk/doom metal gruppen The Mist and the Morning Dew og begyndte sin musikalske karriere i old school dødsmetalgruppen Funebre.